# Ardisia brasiliensis
Ardisia brasiliensis är en viveväxtart som beskrevs av Spreng.. Ardisia brasiliensis ingår i släktet Ardisia och familjen viveväxter. Inga underarter finns listade i Catalogue of Life.